# 雞尾酒醬
鸡尾酒酱是一种冷酱或常温酱，它通常是海鲜的调味料，也是海鲜鸡尾酒菜肴的原料之一。在美国和加拿大，雞尾酒醬通常由番茄醬或辣醬与辣根混合而成。有時人們還會在雞尾酒醬中放入柠檬汁、辣醬油和辣椒仔。